# Amino
Amino é uma rede social lançada em 2012 por Benjamin Anderson e Yin Wang. O aplicativo baseia-se em múltiplas fandoms (ou comunidades) de diversos assuntos distintos, os quais o usuário pode escolher em qual entrar. Os usuários podem publicar qualquer coisa relacionada com o assunto, podendo ser em formato de blog, quiz, votação, chats e mais.

## História
Em 2012, Anderson e Wang tiveram a ideia de criar uma comunidade semelhante a uma convenção enquanto participavam de uma convenção de anime em Boston, Massachusetts. No mesmo ano, eles lançaram dois aplicativos centrados em K-pop e fotografia, permitindo que os fãs desses assuntos conversassem livremente.
Em janeiro de 2012, o Amino foi lançado oficialmente, e os aplicativos de K-pop e fotografia lançados anteriormente se tornaram as primeiras comunidades do Amino. Em julho de 2014, Anderson e Wang criaram a empresa mãe do Amino, a Narvii.
Em 2021, o Amino foi adquirido oficialmente pela MediaLab por um valor não divulgado. Os fundadores e a equipe original não fizeram parte da aquisição, exceto por uma pequena parte da equipe de suporte que foi mantida.

## Crescimento
O Amino recebeu 1,65 milhão de dólares de financiamento inicial em 2014, principalmente da Union Ventures. Alguns investidores iniciais adicionais incluíram Google Ventures, SV Angel, Box Group e outras partes interessadas.
Em julho de 2014, os aplicativos do Amino haviam sido baixados 500.000 vezes. Apesar de ter apenas 15 comunidades na época, o Amino acabou crescendo para 41 comunidades em setembro de 2015. Em julho de 2016, os downloads haviam chegado a 13 milhões. Diversas fandoms migraram de sites como Facebook e Reddit para o Amino, em parte por causa da experiência móvel nativa do aplicativo.[carece de fontes?]
Antes de 2016, quando um usuário queria ingressar em um novo Amino, era necessário baixar outro aplicativo para o Amino que desejava ingressar. Em 2016, o Amino Apps lançou um portal centralizado que hospedava todas as comunidades em um aplicativo, o que significa que os usuários não precisavam mais baixar vários aplicativos.
Em julho do mesmo ano, foi lançado o ACM, um aplicativo que permitia aos usuários criar suas próprias comunidades. Isso resultou no número de comunidades no Amino disparando para mais de 2,5 milhões em junho de 2018.

## Características
A principal característica do Amino são as comunidades dedicadas a um determinado tópico que os usuários podem participar. Os usuários também podem conversar com outros membros de uma comunidade de três maneiras: Texto, voz ou sala de exibição, o que permite que os usuários assistam a vídeos juntos enquanto conversam por voz. Outros recursos incluem enquetes, postagens de blog, postagens de imagens, artigos de wiki, histórias e questionários. Em alguns casos, postagens muito bem feitas e notadas pela administração de uma comunidade acabam recebendo um destaque, fazendo com que apareçam na primeira página junto com outros conteúdos em destaque.
Em 2018, foi adicionada uma opção de associação premium chamada Amino+. O Amino+ vem com recursos adicionais, como adesivos exclusivos, a capacidade de criar adesivos, bolhas de bate-papo personalizadas, imagens de alta resolução e outras vantagens. A associação pode ser comprada com dinheiro real ou Amino coins. Amino coins podem ser compradas ou ganhas ativando anúncios, assistindo a vídeos com anúncios, concluindo atividades no Mural de Ofertas e jogando Lucky Draw ao fazer o check-in. Os membros podem dar e receber moedas por meio de adereços.
Em 2019, o Amino apresentou seis séries animadas originais em formato curto, rotuladas "Amino Originals", produzidas por artistas independentes de toda a Internet. "Little Red" de ATJ, uma releitura de Chapeuzinho Vermelho, estreou em 15 de novembro de 2019. "Little Red" foi acompanhada por outras cinco séries no final de dezembro. "The Reef", de Sophie Feher, uma comédia com um aspirante a biólogo marinho conhecendo um tritão, estreou em 27 de dezembro ao lado de "Princely", um conto de fadas LGBT criado por Matt Bruneau-Richardson, da Tiny Siren Animation. "Spaced Out", uma comédia sobre abdução alienígena de Michael Jae, e "Wyndvania II", do YouTuber Alex Clark estrearam em 28 de dezembro. "Turned to Stone", conto de fadas de Mysie Pereira e "Stranded" de Marcin Pawlowski estrearam em 29 de dezembro de 2019.

## Administração
Em cada comunidade, existem dois tipos de administradores, sendo eles 'Líder' e 'Curador'. Os líderes estão em um nível acima dos curadores. Os curadores geralmente são aqueles que apresentam postagens ou publicam anúncios importantes para os usuários verem.
Os curadores podem desativar uma postagem ou bate-papo público, excluir comentários ou tópicos de bate-papo, gerenciar conteúdo em destaque, gerenciar postagens em categorias de tópicos e aprovar artigos de Wiki.
Os líderes têm mais poder do que os curadores. Além dos poderes de curador, os líderes podem enviar uma comunidade para ser listada, alterar os recursos do Amino, alterar a navegação, alterar a aparência da comunidade, alterar as configurações de privacidade do Amino, gerenciar as solicitações de participação do Amino, enviar convites, nomear ou rebaixar Curadores, penalizar ou banir membros, gerenciar conteúdo sinalizado, alterar títulos personalizados de usuários, gerenciar tópicos e categorias de wiki e criar transmissões (notificações enviadas para postagens).
Um líder terá o status de agente. Um agente é o líder principal de uma comunidade; a pessoa que criou a comunidade é automaticamente um agente. Um agente tem a capacidade de excluir sua comunidade, desde que não seja muito grande ou muito ativa. Um agente pode nomear e remover líderes e curadores. O status de agente pode ser transferido voluntariamente para outro líder, curador ou membro da comunidade. Se um agente estiver inativo, o Team Amino pode ajudar na transferência do status do agente.

## Aplicativos

### Amino Community Manager
Também conhecido como ACM, este é o aplicativo que os usuários usam para criar e gerenciar suas próprias comunidades no Amino. Este aplicativo permite que os moderadores personalizem o tema, o ícone e as categorias de uma comunidade. O ACM também permite que a moderação personalize as descrições da comunidade, escolha líderes, altere as configurações de idioma, crie um slogan para a comunidade, altere o layout da página inicial, altere o menu de navegação lateral e muito mais. Comunidades não listadas podem alterar o título de sua comunidade e o Amino ID, mas isso não é uma opção quando uma comunidade é listada. Um líder pode usar o ACM para enviar uma solicitação para que sua comunidade seja listada na página de exploração, após a qual a comunidade será analisada pelo Team Amino para aprovação. As comunidades podem ser deletadas no ACM, mas somente pelo agente daquela comunidade.

## Diretrizes e Aplicação do Amino
O Amino possui um conjunto de diretrizes que todas as comunidades devem cumprir. O Amino não permite assédio ou ódio, spam ou autopromoção (incluindo a promoção da própria comunidade Amino), conteúdo sexual/NSFW*, automutilação, conteúdo gráfico real (conteúdo fictício é geralmente aceitável), conteúdo não seguro/ilegal, ou conteúdo que viole direitos autorais. As comunidades podem ter regras adicionais desde que não violem as regras do Amino. Além das regras do Amino, os usuários devem ter pelo menos 13 anos de idade em países como Brasil e EUA e 16 anos de idade nos países da União Europeia.
*Observação: embora imagens sexuais não sejam permitidas em nenhuma comunidade e conteúdo sexual baseado em texto não seja permitido em áreas públicas, algumas comunidades privadas podem discutir temas sexuais. No entanto, elas não estão isentas das regras do Amino sobre conteúdo NSFW.
 

Se as diretrizes forem quebradas, os moderadores podem desabilitar o conteúdo ou impor um aviso, penalidade ou banimento, dependendo da gravidade da infração. Um aviso é uma mensagem informando ao usuário que ele violou uma diretriz e pode enfrentar uma punição pior, a menos que mude seu comportamento. Uma penalidade colocará o usuário no modo somente leitura por até 24 horas; esse modo impede que o usuário poste, converse ou interaja com postagens nessa comunidade. Um banimento remove o usuário da comunidade. O Team Amino pode penalizar ou realizar banimentos separadamente em toda a plataforma.